# Tatra (empresa)
|  | Aquest article tracta sobre una empresa automobilística txeca. Si cerqueu una serralada dels Carpats, vegeu «Tatra». |

Tatra és un fabricant automobilístic ubicat a Kopřivnice a la República Txeca. Rep el seu nom de la serralada Tatra.
La companyia es va fundar el 1850 amb el nom alemany de Nesselsdorfer Wagenbau-Fabriks-Gesellschaft traduït seria ‘Companyia de fabricació de carruatges de Nesselsdorf’. Nesseldorf és el nom alemany de Kopřivnice. El 1897 comença fabricar autos i llança el model Präsident i així és el tercer fabricant automobilístic més gran del món després de Mercedes Benz i Peugeot. El 1898 va construir el primer camió. El 1919 la companyia pren el nom de Tatra.
Tatra va cessar la producció de turismes el 1999 però continua fabricant una gamma de camions tot terreny amb tracció integral fins a dotze rodes.
Pertany des de 2014 al grup industrial Czechoslovak Group a.s. El 2020 es va crear una aliança d'empreses amb el grup alemany Rheinmetall amb el nom Tatra, que es concentra en el desenvolupament de vehicles militars tàctics.

## Primers anys
Ignaz Schustala (1822-1891) va fundar la companyia en allò que aleshores era Nesseldorf a Moravia, aleshores part de l'Imperi Austrohongarès. Va començar a construir cotxes de cavalls el 1850. El 1890 va contractar el director tècnic Hugo Fischer von Roeslerstam El 1891 després de la mort de Šustala, von Roeslerstam va reprendre la companyia. El 1897 es va inspirar en un automòbil de Benz que va fer servir com a model per construir el primer auto, el Präsident, que es va exhibir a Viena el 1897. S'assemblava més a un cotxe de cavalls que a un automòbil. Tatra va rebre diverses comandes del nou cotxe i sota la direcció del jove enginyer Hans Ledwinka (1878-1967) es va millorar el concepte.
El 1900 veu la llum el primer cotxe completament dissenyat per Ledwinka, el Tipus A, amb un motor del darrere de 2714 cc i una velocitat màxima de 40 km/h. D'aquest model se'n construirien 22 unitats. El següent model, ja el 1902, el Tipus B, tenia un motor central. Ledwinka va deixar la companyia uns anys per concentrar-se en el desenvolupament de motors de vapor. Va tornar el 1905 i va dissenyar un cotxe completament nou, el Tipus S amb un motor de 4 cilindres i 3308 cc. El 1912 la producció es va veure greument afectada després d'una vaga que va durar 23 setmanes. Hugo Fischer von Roeslerstam va abandonar la companyia.

## Abans de la Segona Guerra Mundial

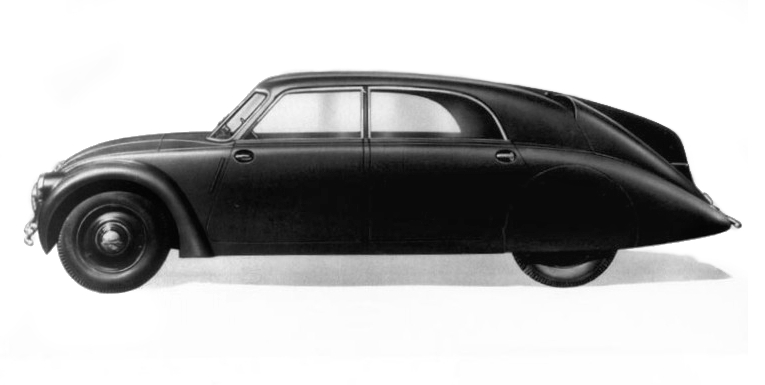
El Tatra 77, 1933, primer cotxe aerodinàmic produït al món

Tatra 77 de 1935, amb un coeficient aerodinàmic de 0.212. L'especialitat de Tatra eren els cotxes de luxe i tècnicament molt avançats. A la dècada de 1930, sota la direcció tècnica de l'enginyer austríac Hans Ledwinka i el seu fill Erich, Tatra va començar a construir cotxes avançats per a la seva època i de línies estilitzades: va començar amb el gran Tatra T77 del 1934, el primer cotxe aerodinàmic de produccióen sèrie del món.

El coeficient aerodinàmic del T77 (només 0.212) és rarament millorat fins i tot en vehicles moderns. Les característiques d'aquest model, que heretarien la majoria dels grans Tatras que els van succeir, eren la tracció del darrere i un motor V8 refrigerat per aire, molt sofisticat tècnicament per a l'època.

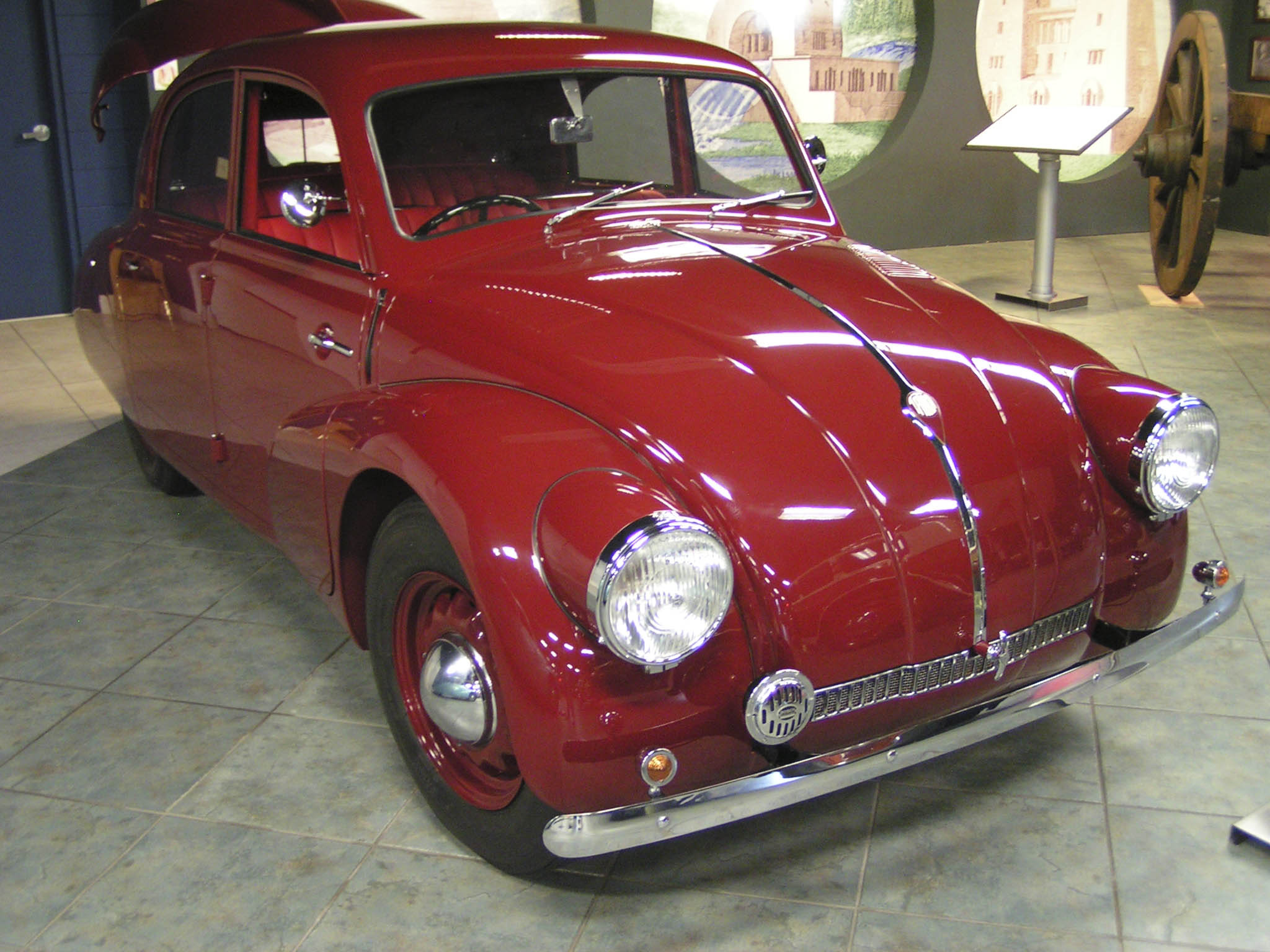
El Tatra 97, que més tard va ser copiat pel Volkswagen Escarabat

Ledwinka comentava les seves idees amb Ferdinand Porsche, que va utilitzar diverses característiques dels dissenys de Tatra al Kdf-Wagen, el cotxe popular concebut pel nazisme, de 1938, posteriorment conegut com Volkswagen Escarabat.
Aquesta circumstància resulta particularment evident en veure el petit model Tatra T97 amb un motor del darrere de quatre cilindres muntats en una configuració plana, refrigerat per aire i una carrosseria de formes arrodonides. Tatra va emprendre immediatament accions legals, però el litigi no va ser resolt fins a 1961 quan Volkswagen va ser condemnat a pagar 1.000.000 de marcs alemanys en concepte de danys i perjudicis.

## Tatra T603
Tot just tres anys més tard, com a conseqüència de les moltes queixes dels alts càrrecs sobre els cotxes oficials importats de la Unió Soviètica, Tatra obté de nou permís per produir un cotxe de luxe, el famós Tatra T603. Era un digne successor dels cotxes de preguerra, també amb motor del darrere i motor V8 refrigerat per aire, que comptava a més amb el segell aerodinàmic distintiu de la companyia. El Tatra T603 tenia tres parells de fars frontals i el primer dels prototips disposava d'una aleta central estabilitzadora a la part del darrere, encara que aquesta va desaparèixer en el model de producció. Molt a l'estil americà, comptava amb para-xocs cromats de grans sortints i tenia una aparença sorprenent per al 1955.
L'aparença no era l'única novetat. Sent un acte gran de sis seients, les seves prestacions i la suavitat en la conducció eren excel·lents. Fabricats gairebé completament a mà, els Tatra no eren per a tothom. Resultaven inabastables per al ciutadà corrent i estaven reservats per a les elits del Partit Comunista, directors de fàbriques i altres alts càrrecs, així com per ser exportats a la resta dels països comunistes com a vehicles oficials. Fins i tot Fidel Castro tenia un Tatra T603 blanc, personalitzat i amb aire condicionat.
El T603 es va construir fins a 1975, regnant durant vint anys com el millor cotxe dels països del bloc comunista. Durant aquest temps van anar millorant el model, però no tots els nous T603 fabricats durant l'època eren realment nous. Recuperaven models obsolet per modernitzar-les i reetiquetar-les com noves. Així, és difícil seguir la història dels vehicles que van sobreviure aquells anys.
El T603 va aparèixer a la pel·lícula de 2005 Un seguit de desgràcies catastròfiques de Lemony Snicket com l'altre cotxe que era més rar que un Chrysler Imperial. Igualment, un T603 negre apareix al vídeo musical de la cançó «Let's just call it love» de la cantant britànica Lisa Stansfield, que hi condueix en algunes escenes.